# قائمة خانات إيران

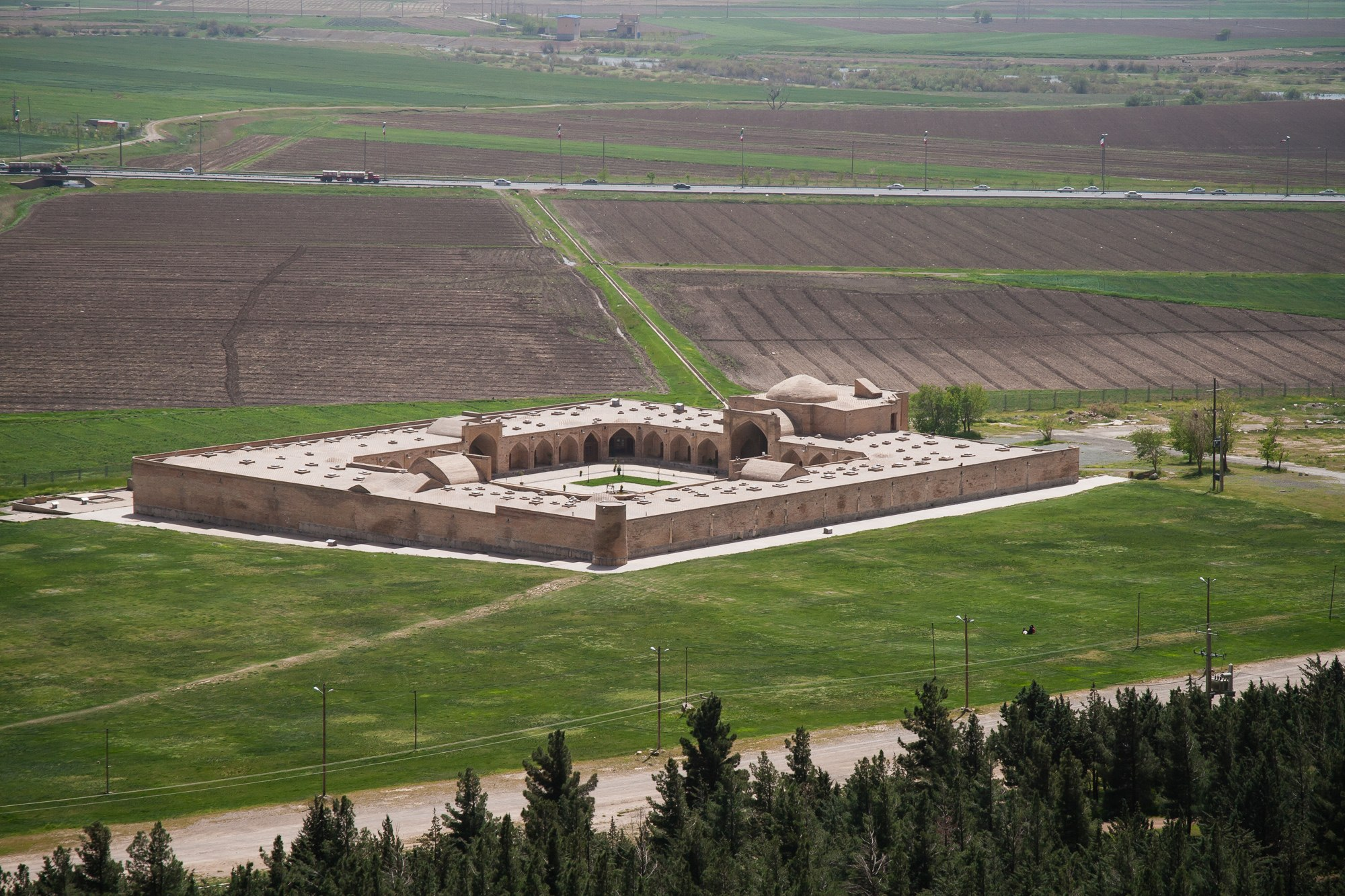
خان شاه عباسي

خان (في بعض الأقطار) أو الكاروانِسرايُ (في غيرها، فارسية ترجمتها سرايُ القافلة) بيت للمسافرين والقوافل على الطرقات البعيدة، مبني من الحصى والجص والصاروج، سقفه محدب، وله باب واحد مع كوى في جوانبها.

## قائمة خانات جمهورية إيران
تحتوي هذه القائمة على أسماء الخانات المنتشرة في أنحاء جمهورية إيران.

### محافظة أذربيجان الشرقية
| اسم           | موقع        | صورة |
| ------------- | ----------- | ---- |
| خان خواجة نظر | مقاطعة جلفا |      |

### محافظة أذربيجان الغربية
| اسم       | موقع       | صورة |
| --------- | ---------- | ---- |
| خان الخان | مقاطعة خوي |      |

### محافظة أصفهان
| اسم            | موقع                   | صورة |
| -------------- | ---------------------- | ---- |
| خان مهيار      | مقاطعة شهرضا           |      |
| خان منجاب      | مقاطعة آران وبيدغل     |      |
| خان أمين‌ أباد  | مقاطعة شهرضا           |      |
| خان تشالة سياه | مقاطعة شاهين شهر وميمة |      |
| خان كوهاب نطنز | نطنز                   |      |

### محافظة ألبرز
| اسم                 | موقع | صورة |
| ------------------- | ---- | ---- |
| خان شاه عباسي (كرج) | كرج  |      |

### محافظة طهران
| اسم                  | موقع  | صورة |
| -------------------- | ----- | ---- |
| خان خانات            | طهران |      |
| خان شاه عباسي (الري) | الري  |      |

### محافظة خراسان الرضوية
| اسم                     | موقع          | صورة |
| ----------------------- | ------------- | ---- |
| خان أمين التجار         | كاشمر         |      |
| خان بابا قدرت           | مشهد          |      |
| خان زعفرانية            | مقاطعة سبزوار |      |
| خان شاه عباسي (نيسابور) | نيسابور       |      |
| خان فخر داود            | مقاطعة مشهد   |      |
| خان قاسم أباد           | مقاطعة بجستان |      |
| خان مزينان              | مقاطعة داورزن |      |
| خان مرنديز              | مرنديز        |      |

### محافظة خراسان الجنوبية
| اسم           | موقع          | صورة |
| ------------- | ------------- | ---- |
| خان تشار غنبد | مقاطعة بشروية |      |
| خان رباط شور  | مقاطعة فردوس  |      |

### محافظة خوزستان
| اسم             | موقع    | صورة |
| --------------- | ------- | ---- |
| خان أفضل        | تستر    |      |
| خان معين‌ التجار | الأهواز |      |

### محافظة سمنان
| اسم                       | موقع          | صورة |
| ------------------------- | ------------- | ---- |
| خان بدشت                  | شاهرود        |      |
| خان ميامي                 | ميامي         |      |
| خان دامغان                | دامغان        |      |
| خان مياندشت               | شاهرود        |      |
| خان شاه عباسي (أهوان)     | سمنان         |      |
| خان شاه عباسي (ايوانكي)   | ايوانكي       |      |
| خان شاه عباسي (دة نمك)    | دة نمك        |      |
| خان شاه عباسي (عباس أباد) | مقاطعة شاهرود |      |

### محافظة فارس
| اسم           | موقع            | صورة |
| ------------- | --------------- | ---- |
| خان إيزدخواست | إيزدخواست       |      |
| خان أسمانجرد  | مقاطعة جهرم     |      |
| خان دة بيد    | مقاطعة خرم بيد  |      |
| خان صفي قلي   | جويم            |      |
| خان ميان كتل  | كازرون          |      |
| خان مظفري     | مقاطعة باسارغاد |      |
| خان مخك       | مقاطعة جهرم     |      |

### محافظة قزوين
| اسم             | موقع         | صورة |
| --------------- | ------------ | ---- |
| خان بيتشة بن    | مقاطعة قزوين |      |
| خان سعد السلطنة | قزوين        |      |

### محافظة قم
| اسم                | موقع      | صورة |
| ------------------ | --------- | ---- |
| خان أجري بل دلاك   | مقاطعة قم |      |
| خان أجري علي أباد  | مقاطعة قم |      |
| خان الله قلي       | مقاطعة قم |      |
| خان باسنغان        | مقاطعة قم |      |
| خان باقر أباد      | مقاطعة قم |      |
| خان حوض سلطان      | مقاطعة قم |      |
| خان خشتي بل دلاك   | مقاطعة قم |      |
| خان سنغي علي أباد  | مقاطعة قم |      |
| خان سنغي محمد أباد | مقاطعة قم |      |
| خان صدر أباد       | مقاطعة قم |      |
| خان طراب           | مقاطعة قم |      |
| خان طينوج          | مقاطعة قم |      |
| خان كوه نمك        | مقاطعة قم |      |
| دير غتشين          | مقاطعة قم |      |

### محافظة كرمان
| اسم                  | موقع           | صورة |
| -------------------- | -------------- | ---- |
| خان أب بيد           | راور           |      |
| خان الحاج أغا علي    | كرمان          |      |
| خان الحاج مهدي       | كرمان          |      |
| خان بياض             | مقاطعة رفسنجان |      |
| خان جر               | كرمان          |      |
| خان خرغور            | مقاطعة كرمان   |      |
| خان دربند            | مقاطعة راور    |      |
| خان غلشن             | كرمان          |      |
| خان كبوتر خان        | مقاطعة رفسنجان |      |
| خان كوزه غران        | كرمان          |      |
| خان ومنزل سرخ        | مقاطعة سيرجان  |      |
| خان هندوها           | كرمان          |      |
| خان وكيل             | كرمان          |      |
| خان غلو سفتة         | مقاطعة بردسير  |      |
| خان تشاه كوران       | مقاطعة راور    |      |
| مدرسة وخان غنجعليخان | كرمان          |      |

### محافظة كرمانشاه
| اسم                    | موقع   | صورة |
| ---------------------- | ------ | ---- |
| خان شاه عباسي (بيستون) | بيستون |      |

### محافظة مركزي
| اسم                | موقع        | صورة |
| ------------------ | ----------- | ---- |
| خان دودهك          | دودهك       |      |
| خان عبد الغفار خان | مقاطعة ساوة |      |

### محافظة غیلان
| اسم     | موقع       | صورة |
| ------- | ---------- | ---- |
| خان لات | مقاطعة رشت |      |

### محافظة زنجان
| اسم              | موقع         | صورة |
| ---------------- | ------------ | ---- |
| خان سنغي (زنجان) | مقاطعة زنجان |      |
| خان نيك بي       | مقاطعة زنجان |      |

### محافظة همدان
| اسم            | موقع  | صورة |
| -------------- | ----- | ---- |
| خان حسين خاني  | همدان |      |
| خان زغالي ها   | همدان |      |
| خان شريفية     | همدان |      |
| خان ميرزا كاظم | همدان |      |

### محافظة يزد
| اسم            | موقع          | صورة |
| -------------- | ------------- | ---- |
| خان خرغوشي     | مقاطعة أردكان |      |
| خان أبو القاسم | يزد           |      |
| خان خرانق      | خرانق         |      |
| خان مشير       | يزد           |      |
| خان ميبد       | ميبد          |      |